# Bosc de Nyungwe
El Bosc de Nyungwe està situat al sud-oest de Ruanda, a la frontera entre Ruanda i Burundi, al sud, i el llac Kivu i la República Democràtica del Congo a l'oest. La selva tropical de Nyungwe és probablement la selva tropical més ben conservada de l'Àfrica central. Està situat entre la conca del riu Congo, a l'oest, i la conca del riu Nil a l'est. Des del costat oriental del bosc de Nyungwe també apareix una de les branques de les fonts del Nil. S'hi troben 100 espècies d'orquídia, així com begonia silvestre i lobèlia gegant.
El Parc Nacional del Bosc de Nyungwe es va establir el 2004 i abasta una superfície d'aproximadament 970 km² de selva tropical, bambú, pastura, pantà i pantans. La ciutat més propera és Cyangugu, a 54 km a l'oest. El Mont Bigugu es troba dins dels marges del parc.

## Vida animal
El bosc de Nyungwe té una àmplia diversitat d'espècies animals, cosa que el converteix en una prioritat per a la conservació a l'Àfrica. El bosc està situat en una regió en què es troben diverses zones biogeogràfiques a gran escala i la varietat de biomes terrestres proporciona un ampli ventall de microhàbitats per a moltes espècies diferents de plantes i animals.

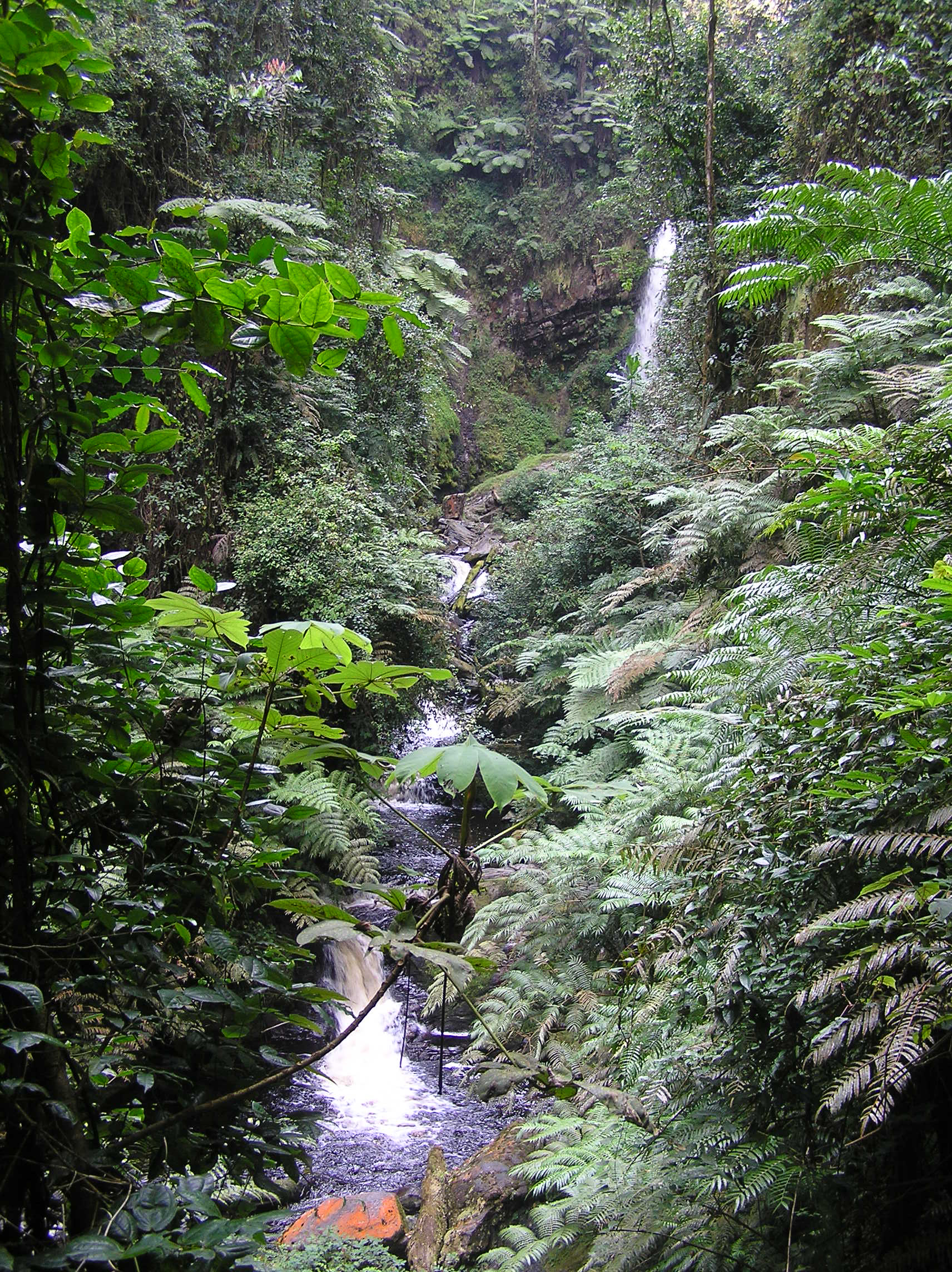
Bosc de Nyungwe

El parc conté 13 espècies primats (25% del total d'Àfrica), 275 espècies d'ocells, 1068 espècies vegetals, 85 espècies de mamífers, 32 espècies d'amfibis i 38 espècies de rèptils. Molts d'aquests animals són espècies de rang restringit que només es troben a l'ecoregió selva montana del Rift Albertí a Àfrica. De fet, el nombre d'espècies endèmiques que es troben aquí és més gran que en qualsevol altre bosc del Rift Albertí que s'ha investigat. El bosc, que arriba a la seva altitud màxima de 3000 metres sobre el nivell del mar, és d'especial interès per la presència de colònies de ximpanzés (Pan troglodytes) i còlob d'Angola (Colobus angolensis), aquests últims extingits a Angola per la caça intensa a la qual van ser sotmesos.

### Espècies de primats
- Ximpanzé comú (Pan troglodytes)
- Còlob d'Angola (Colobus angolensis ruwenzori)
- Cercopitec de L'Hoest (Cercopithecus l'hoesti)
- Cercopitec argentat (Cercopithecus doggetti)
- Cercopitec daurat (Cercopithecus kandti)
- Cercopitec de cara de mussol (Cercopithecus hamlyni)
- Cercopitec de cua vermella (Cercopithecus ascanius)
- Cercopitec de Dent (Cercopithecus denti)
- Cercopitec verd (Chlorocebus pygerythrus)
- Papió anubis (Papio anubis)
- Mangabei de galtes grises (Lophocebus albigena)